# Burschenschaft

Vlag van de Urburschenschaft

Burschenschaften zijn traditionele, nationaalgezinde Duitse studentenverenigingen die bestaan in Duitsland, Oostenrijk en in mindere mate in Chili.

## Geschiedenis
De naam komt van Bursche, hetgeen jongen of student betekent. De Burschenschaften vinden hun oorsprong in de Urburschenschaft van Jena uit 1815, die gebaseerd was op liberale en nationalistische ideeën. De Burschenschaften stonden namelijk voor de eenmaking van Duitsland. Na 1820 werden de Burschenschaften in toenemende mate in de vorstendommen onderdrukt. Zij speelden een belangrijke rol in de Duitse Revolutie van 1848.
Ook na de Duitse eenmaking in 1871 bleven Burschenschaften bestaan in Duitsland en Oostenrijk, totdat ze onder het nationaalsocialistisch bewind verboden werden. Na de oorlog werden de Burschenschaften in West-Duitsland opnieuw opgericht, terwijl ze in de DDR verboden bleven tot de Val van de Muur.
De term "Burschenschaft" wordt vandaag de dag voor een deel door zeer verschillende studentenverenigingen gebruikt. Hoewel zich nu ongeveer 300 van de 1.500 tot 2.200 studentengenootschappen in het Duitse taalgebied "Burschenschaft" noemen, wordt de term in het openbaar veelal ten onrechte als verzamelnaam voor alle studentenverenigingen gebruikt. De meeste studentengenootschappen die geen Burschenschaft zijn, hebben historisch gezien geen verbinding met de Burschenschaften en kennen een geheel andere organisatie.
De grootste overkoepelende organisatie van Burschenschaften vandaag de dag is de Deutsche Burschenschaft (DB). Naast de DB bestaan er nog enkele andere overkoepelende organisaties van studentenverenigingen die zichzelf als Burschenschaft omschrijven. Deze zijn de NeueDB, opgericht in 1996, en de Allgemeine Deutsche Burschenschaft, opgericht in 2016. Buiten deze drie overkoepelende organisaties bestaan er ook nog Burschenschaften die geen lid zijn van een koepelorganisatie.

## Gebruiken

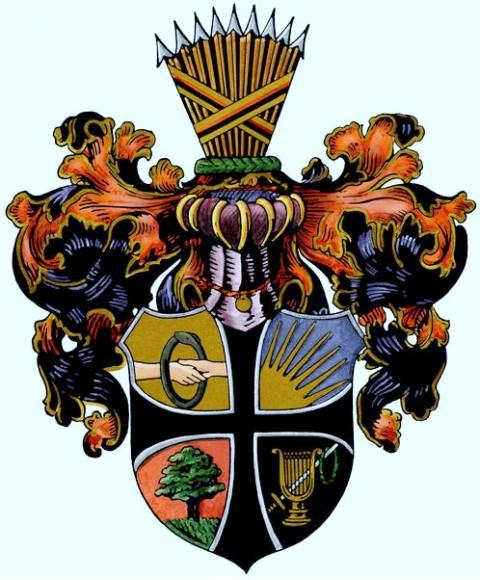
Wapen van de Deutsche Burschenschaft

Burschenschaften kennen over het algemeen een verplichte beoefening van de mensuur, oftewel het academisch schermen. Verder hanteren ze studentikoze tradities zoals de Kneipe (vergelijkbaar met een cantus) en dragen ze petten en linten in de kleuren van hun vereniging, Couleur genaamd. 

## Politiek
Met name enkele leden van de grootste overkoepelende organisatie van Burschenschaften (Dachverband), de Deutsche Burschenschaft kennen om historische redenen een politieke werking. Traditioneel georiënteerde studentenverenigingen gelden daarom in de publieke opinie in het Duitse taalgebied tegenwoordig – en niet altijd ten onrechte – als politiek rechts tot extreemrechts, dit vaak tot hun grote ontzetting. Zo willen de Corps (de oudste vorm van studentenverenigingen) uitdrukkelijk niet tot de Burschenschaften gerekend worden.
In Oostenrijk spelen de Burschenschaften vandaag de dag een belangrijke rol in de rechts-populistische FPÖ. Ook in de Duitse AfD zijn er verschillende Burschenschafters actief.